# 烏克蘭希臘禮天主教新威斯敏斯特教區
烏克蘭希臘禮天主教新威斯敏斯特教區（拉丁語：Eparchia Neo-Vestmonasteriensis Ucrainorum）是加拿大一個東儀天主教總教區（烏克蘭希臘禮），屬溫尼伯總教區。
教區於1974年6月27日成立，範圍包括卑詩省、育空地區以及西北地區一部。2009年有教友7,500人、十五個堂區、十九名司鐸。教區主教現時出缺，宗座署理為達味·莫秋克，榮休主教為雪維林·德範·亞基米申。